# Christoph Nichelmann
Christoph Nichelmann (Treuenbrietzen (Brandenburg), 13 augustus 1717 - Berlijn, 20 juli 1762) was een Duits klavecimbelspeler en componist.
Hij was een leerling van Johann Sebastian Bach te Leipzig en van Quantz te Berlijn.  Hij werkte in Berlijn naast Carl Philip Emanuel Bach (als tweede hofcembalist) en als klavecimbelleraar.  Hij schreef enkele theoretische verhandelingen en liet klavecimbelmuziek (sonates, concerten) en liederen na.
- Bibsys: 90172661
- Biblioteca Nacional de España: XX1759679
- Bibliothèque nationale de France: cb155385599 (data)
- CiNii: DA06837859
- Gemeinsame Normdatei: 119317133
- International Standard Name Identifier: 0000 0000 8104 7732
- Library of Congress Control Number: n86042248
- Nationale Bibliotheek van Letland: 000182296
- MusicBrainz: b4723e1b-cf4b-4258-a602-619869178e06
- Nationale Bibliotheek van Tsjechië: xx0099659
- Nationale Bibliotheek van Israël: 987007280849505171
- Nationale Bibliotheek van Polen: a0000002635173
- Nationale en Universitaire bibliotheek Zagreb: 000643367
- Nederlandse Thesaurus van Auteursnamen: 120987597
- Réseau des bibliothèques de Suisse occidentale: 02-A003638832
- LIBRIS: 224858
- Système universitaire de documentation: 164076417
- Virtual International Authority File: 25409897
- WorldCat: E39PBJyxpQbKGHmMCRXTQTJJjC